# Winkler (cratera)
Winkler é uma pequena cratera de impacto lunar no outro lado da Lua.  Ele está localizado a cerca de um diâmetro de cratera ao sul-sudeste de Dunér .  Esse recurso forma uma depressão circular em forma de taça na superfície.  Uma pequena cratera relativamente fresca está do outro lado da borda leste.

## Crateras satélites
Por convenção, esses recursos são identificados em mapas lunares colocando-se a letra ao lado do ponto médio da cratera mais próximo de Winkler.
| Winkler | Latitude | Longitude | Diâmetro |
| ------- | -------- | --------- | -------- |
| UMA     | 43,8 ° N | 178,4 ° W | 14 km    |
| E       | 42,7 ° N | 177,1 ° W | 18 km    |
| eu      | 40,0 ° N | 178,4 ° W | 31 km    |